# John Faed

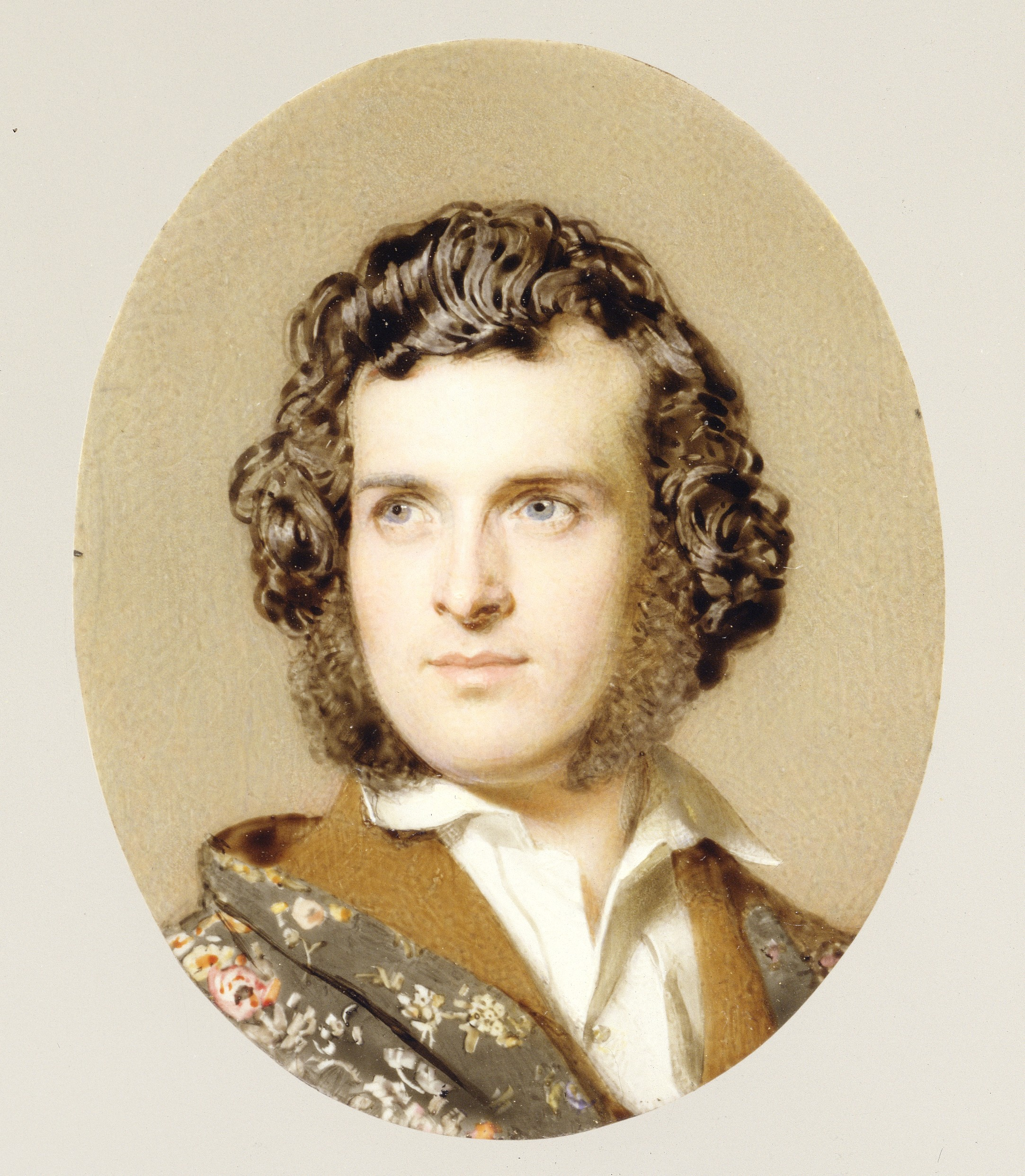
Selbstbildnis (circa 1850)

John Faed (* 31. August 1819 in Burley Mill, Kirkcudbrightshire in Schottland; † 22. Oktober 1902 in Ardmore, Gatehouse of Fleet) war ein schottischer Genre-, Historien- und Miniaturmaler.

## Leben
Faed war das älteste von sechs Kindern des Ingenieurs und Mühlenbauern James Faed (1777–1842/1843) und dessen Frau Mary McGeoch (* 28. Juni 1792 oder 1790 – 1866), die in Burley oder Barley Mill lebten. Bereits im Alter von 11 Jahren verließ er die Schule und bildete sich autodidaktisch als Miniaturmaler aus. Sein Vater missbilligte seinen Wunsch ein professioneller Künstler zu werden, erlaubte ihm jedoch, ihn auf seinen Geschäftsreisen zu den Städten und Dörfern in Galloway zu begleiten. Hier fertigte Faed Miniaturen des örtlichen Adels auf Elfenbein an, unter anderem malte er eine Miniatur des Dichters William Nicholson. Er ließ sich 1839 in Edinburgh nieder, wo er ab 1841 die „School of Design“ der Akademie besuchte und im folgenden Jahr begann kleine Genrebilder anzufertigen. Er erlangte bald einen guten Ruf als Miniaturmaler, so dass er seine jüngeren Geschwister unterstützen konnte. Als erster folgte ihm nach dem Tod des Vaters Thomas nach Edinburgh. Bald folgten auch die restlichen Familienmitglieder.
Faed stellte seit 1841 bis zu seinem Tod Werke in der Schottischen Akademie aus, die ihn 1847 zu ihrem Mitglied und 1851 zum Vollmitglied wählte. Im Jahr 1850 erlangte er durch sein Bild Shakespeare und seine Zeitgenossen und später durch zwei Reihen von Illustrationen, Sonntagsabend des Landmannes und die Heimkehr des Soldaten, Bekanntheit. Inzwischen war er gänzlich zum Genre und der Historie übergegangen und entnahm seine Motive aus der Bibel oder von den Dichtungen (wie Shakespeare oder Scott) und Balladen seiner Heimat. 1857 begab sich Faed auf eine viermonatige Reise durch den Nahen Osten. Er besuchte unter anderem Jerusalem und Kairo und reiste den Nil hinauf. In dieser Zeit sammelte er Rüstungen und Kleidungsstücke, die er nach seiner Rückkehr nach Schottland in mehreren Gemälde mit orientalischen und biblischen Motiven verwendete. Im Jahr 1864 siedelte er nach London über, beschickte bis 1880 regelmäßig die Ausstellungen der Royal Academy of Arts, wurde jedoch, trotz mehrmaligem Vorschlag, nicht zu ihrem Mitglied gewählt. Er kehrte nach dem Tod seiner Frau nach Galloway zurück, wo ihm seine inzwischen verwitwete Schwester den Haushalt führte. Obwohl er das achtzigste Lebensjahr schon fast erreicht hatte, nahm er John Wilson für vier Jahre als Schüler in sein Haus in Ardmore auf. Nach kurzer Krankheit starb Faed 1902 im Alter von 93 Jahren.

## Familie
Faed heiratete 1849 Jane (geborene Macdonald, 1820 – 15. November 1897), die jüngste Tochter des Reverends Malcolm, Pfarrer auf der Isle of Gigha vor der Mull of Kintyre auf den Hebriden. Die Ehe blieb kinderlos.
Faeds jüngere Geschwister waren, bis auf William Faed (1823–1900), der Farmer in Australien wurde, alle als Maler oder Kupferstecher aktiv.
- James Faed (1821–1911) wurde Kupferstecher und Maler.[6]
- Thomas Faed (1826–1900) wurde Genremaler.[7]
- Susan Bell Faed (1827–1909) wurde Malerin ⚭ mit einem Mann namens Walthew.
- George Faed (1830–1852), wurde Kupferstecher und starb im Alter von einundzwanzig Jahren an der Schwindsucht.

## Werke (Auswahl)
- Das Schützenfest
- The Stirrup Cup
- Des Försters Tochter
- Goldsmith in his Study
- Die Mußestunde
- The Old Basket-maker
- Der alte Krämer
- After the Victory
- 1850: Boyhood
- 1851: The Cruel Sister
- 1854: The Cottar’s Saturday Night
- 1855: The Philosopher
- 1856: The Household Gods in Danger
- 1858: Job and his Friends
- 1860: Boaz’ and Ruth
- Shakespeare and his Friends at the Mermaid Tavern, ein Pendant zu dem Bild Sir Walter Scott and his Friends at Abbotsford seines Bruders Thomas, das ebenso von seinem Bruder James als Stich reproduziert.

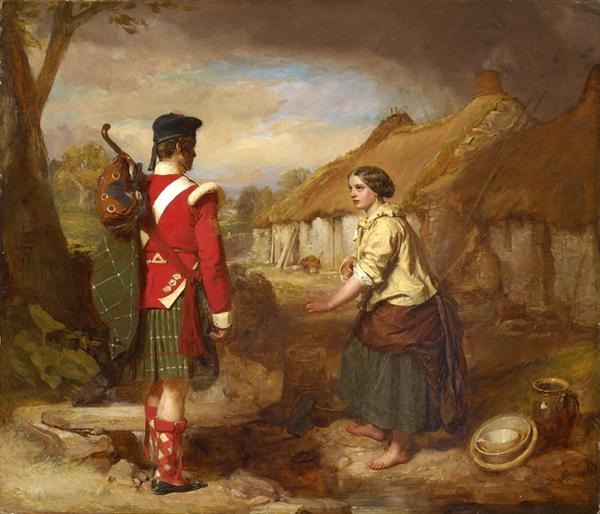
The Soldier’s Return
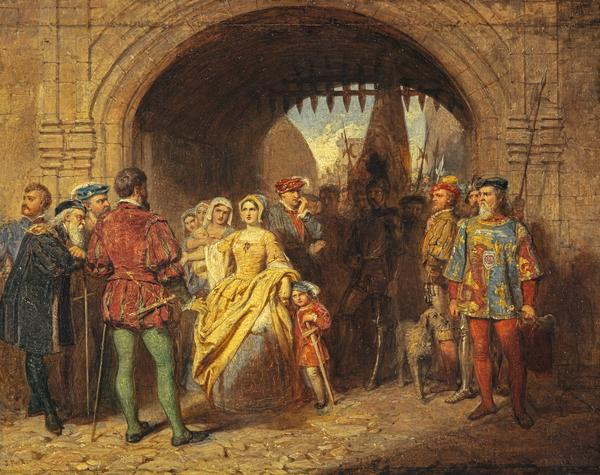
Studie zu Queen Margaret’s Defiance of the Scottish Parliament
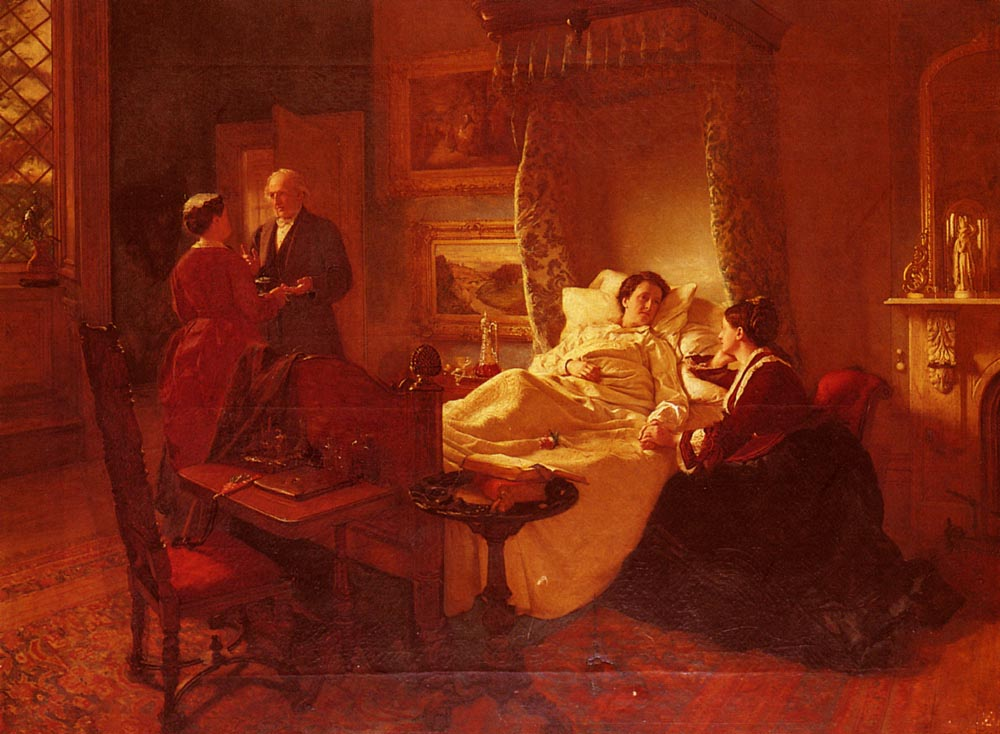
The Convalescent
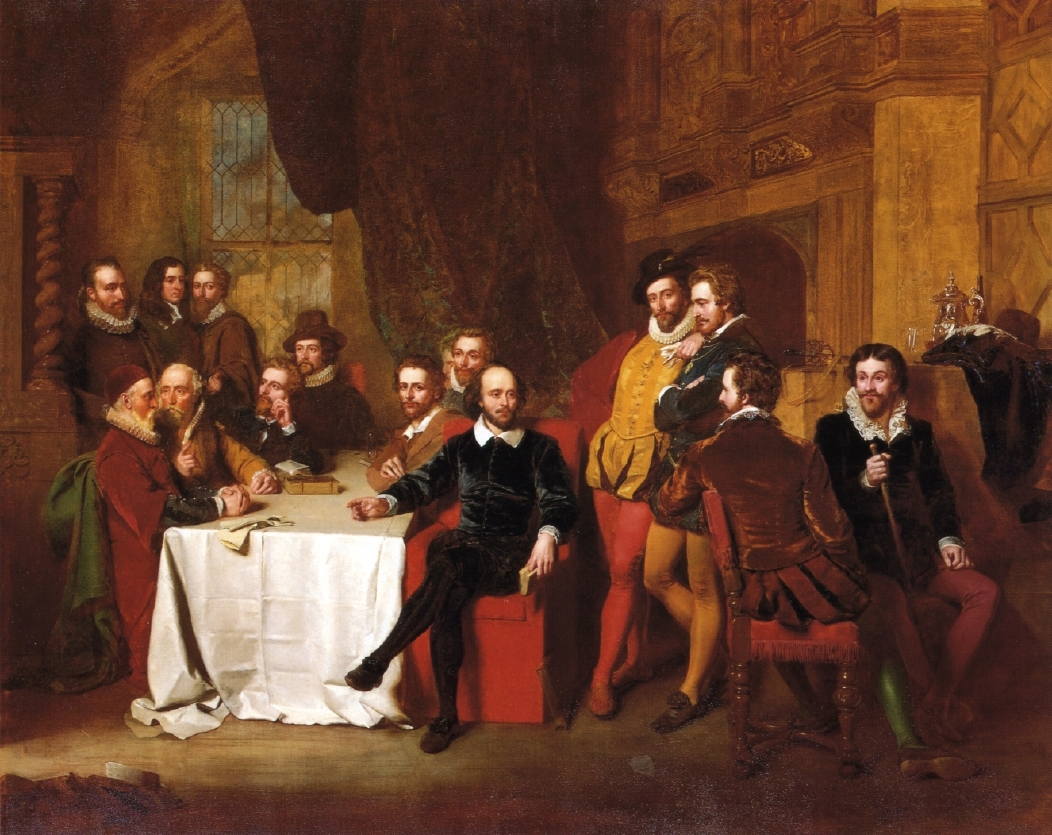
Shakespeare and His Friends at the Mermaid Tavern